# Eiphosoma vitticolle
Eiphosoma vitticolle är en stekelart som beskrevs av Cresson 1865. Eiphosoma vitticolle ingår i släktet Eiphosoma och familjen brokparasitsteklar. Inga underarter finns listade i Catalogue of Life.